# Лайенкауль
Лайенкауль (нем. Leienkaul) — община в Германии, в земле Рейнланд-Пфальц. 
Входит в состав района Кохем-Целль. Подчиняется управлению Кайзерзеш.  Население составляет 343 человека (на 31 декабря 2010 года). Занимает площадь 3,25 км².